# Феклинка
Феклинка — упразднённая деревня в Бузулукском районе Оренбургской области. На момент упразднения входила в состав сельского поселения Екатериновский сельсовет. Исключена из учётных данных в 1999 году.

## География
Располагалась на реке Кутулук, между оврагами Мазарочный и Осин, на расстоянии, примерно, 2,5 километра к северо-западу от села Екатериновка.

## История
По данным на 1931 год деревня Феклинка состояла из 126 хозяйств. В административном отношении входила в состав Екатериновского сельсовета Бузулукского района Средневолжского края. В 1930-е годы организован колхоз имени Чапаева. Затем отделение колхоза имени Матросова.
Постановление Законодательного Собрания Оренбургской области от 19.02.1999 № 209/39-ПЗС деревня исключена из учётных данных.

## Население
По данным на 1930 год в деревне проживало 530 человек, основное население — русские.